# KZ-Außenlager Schützenhof

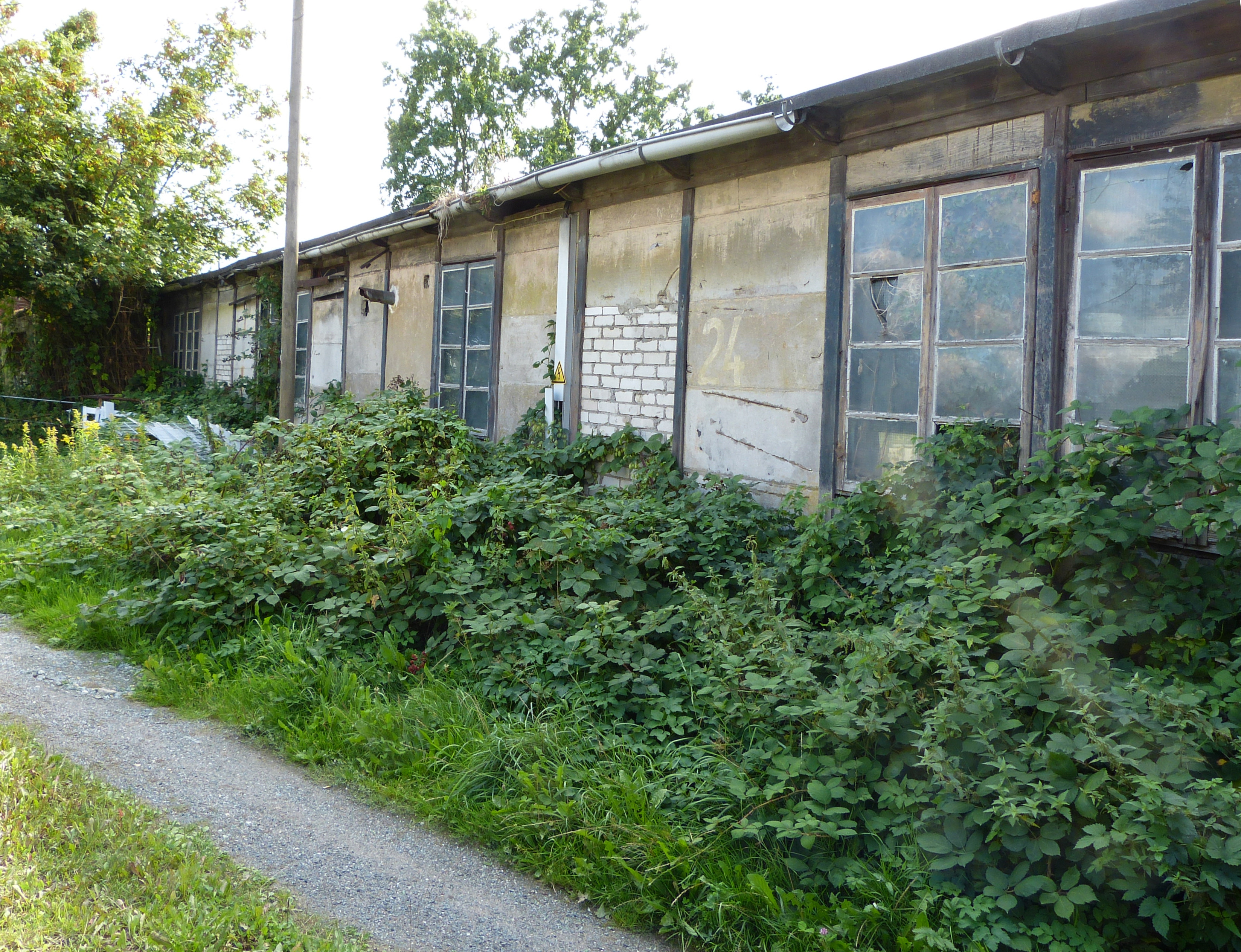
Die östliche Baracke, 2021

Das KZ-Außenlager Schützenhof war ein Außenlager des KZ Neuengamme in Bremen-Gröpelingen. Zwischen Dezember 1944 bis April 1945 waren hier etwas 600 bis 700 KZ-Häftlinge untergebracht, die Zwangsarbeit bei der Deutschen Schiff- und Maschinenbau Aktiengesellschaft leisten musste.
Die erhaltenen Gebäude in der  Bromberger Straße 117 stehen seit 2021 unter Bremischem Denkmalschutz.

## Geschichte
Das KZ Neuengamme in Hamburg betrieb in Bremen insgesamt 10 Außenlager. Im August 1944 war das KZ Bahrsplate in Bremen-Blumenthal für die Deutsche Schiff- und Maschinenbau Aktiengesellschaft eingerichtet worden. Ein Teil der Häftlinge wurden von dort zunächst per Schiff täglich zu ihrem Arbeitsort in Bremen-Gröpeling transportiert, bis hier im Dezember 1944 ein eigenes Lager für die etwa 600 bis 700 Häftlinge errichtet wurde. Auf dem Gelände des Schützenhof war von 1931 bis 1943 noch eine Gastwirtschaft gewesen, bis er im Nationalsozialismus unter anderem als Sammelstelle für Bremer Sinti und Roma vor ihrer Deportation und zur Unterbringung von Zwangsarbeitern gedient hatte. Bis April 1945 durchliefen etwa 1000 KZ-Häftlinge das Arbeitslager.
Sie waren in eingeschossigen typisierten sogenannten Normbaracken der Deschimag untergebracht. Diese Baracken in kombinierter Bauweise mit einer Holzskelettkonstruktion und Ausfachungen aus Betonplatten dokumentieren aufgrund des Holzmangels den Übergang von der Holzbauweise zu reinen Betonfertigteil-Konstruktionen bei Barackenbauten.
Ihre Hauptaufgabe war der Bau des U-Boot-Bunkers Hornisse. In den letzten Kriegswochen sank wegen Materialmangels der Bedarf an Arbeitskräften, und ein Teil der Zwangsarbeiter musste Aufräumarbeiten in der Stadt leisten. Am 25. März 1945 lebten noch 582 Insassen, nachdem 257 Gefangene durch Erschöpfung und Unterernährung ums Leben gekommen waren. Am 8. April wurden die Häftlinge ins KZ Farge verlegt, von wo sie zu Fuß oder per Bahn zurück ins KZ Neuengamme ins Lager Sandbostel gebracht wurden, während die jüdischen Häftlinge von den anderen Häftlingen getrennt wurden und ins KZ Bergen-Belsen deportiert wurden.
Anders als an vielen anderen ehemaligen Außenlagern, sind vom Außenlager Schützenhof noch bauliche Überreste vorhanden. Das Landesamt für Denkmalpflege Bremen befand: „Vom ursprünglichen Bestand des Lagers lassen sich heute noch zwei ehemalige Unterkunftsbaracken sowie die ehemalige Abort- und Waschbaracke, die zwischenzeitlich durch den Umbau zu Wohnzwecken stark verändert worden ist, identifizieren. […] Mit ihrer authentisch erhaltenen Bausubstanz dokumentieren sie darüber hinaus nicht nur das System der KZ-Außenlager des NS-Staats im Allgemeinen, sondern sie veranschaulichen ganz konkret auch die extremen Lebensbedingungen der Zwangsarbeiter.“
Vor dem ehemaligen Außenlager erinnert seit 2006 ein Stolperstein an den ungarischen Juden László Schächter, der vermutlich bei der Räumung des Lagers ermordet wurde.